# 中性子温度
中性子温度（ちゅうせいしおんど）とは、物質中に含まれる中性子のエネルギーの分布をマクスウェル分布によって近似し、温度として表した場合の数値。この時、物質と中性子は熱平衡でなければならない。また、原子核による中性子の吸収のため、中性子温度は熱平衡温度より高い。